# Wereldkampioenschappen schoonspringen 2017 – driemeterplank synchroon gemengd
Het synchroonspringen vanaf de driemeterplank voor gemengde duo's tijdens de wereldkampioenschappen schoonspringen 2017 vond plaats op 22 juli 2017 in de Danube Arena in Boedapest.

## Uitslag
| Rang   | Land                | Namen                                | Punten |
| ------ | ------------------- | ------------------------------------ | ------ |
| Goud   | China               | Wang Han Li Zheng                    | 323.70 |
| Zilver | Verenigd Koninkrijk | Grace Reid Tom Daley                 | 308.04 |
| Brons  | Canada              | Jennifer Abel François Imbeau-Dulac  | 297.72 |
| 4      | Duitsland           | Tina Punzel Lou Massenberg           | 287.76 |
| 5      | Australië           | Esther Qin Matthew Carter            | 282.00 |
| 6      | Colombia            | Diana Pineda Sebastián Villa         | 277.83 |
| 7      | Italië              | Elena Bertocchi Maicol Verzotto      | 277.35 |
| 8      | Zwitserland         | Michelle Heimberg Jonathan Suckow    | 273.00 |
| 9      | Rusland             | Maria Poljakova Ilja Moltsjanov      | 270.63 |
| 10     | Oekraïne            | Viktoriya Kesar Stanislav Oliferchyk | 270.06 |
| 10     | Verenigde Staten    | Lauren Reedy Briadam Herrera         | 270.06 |
| 12     | Nieuw-Zeeland       | Elizabeth Cui Liam Stone             | 255.90 |
| 13     | Mexico              | Arantxa Chávez Julian Sánchez        | 223.80 |
| 14     | Brazilië            | Tammy Takagi Ian Matos               | 184.74 |